# Asperarca
Asperarca ist eine Muschel-Gattung aus der Familie der Archenmuscheln (Arcidae).

## Merkmale
Die gleichklappigen bis leicht ungleichklappigen Gehäuse sind im Umriss annähernd länglich-rhombisch, rechteckig bis keilförmig. Sie sind mäßig aufgebläht (dick), klein und erreichen eine maximale Länge von 1,5 cm. Der hintere Gehäuseteil ist sehr stark ausgezogen; insgesamt ist das Gehäuse etwa doppelt so lang wie hoch. Die Wirbel sitzen auf etwa ein Viertel (der Gesamtlänge des Dorsalrandes) vom Vorderende entfernt und sind nach vorne eingerollt (prosogyr). Der hintere Gehäuseteil ist damit mehr als doppelt so lang wie der vordere Gehäuseteil. Der Dorsalrand ist lang und gerade. Der hintere Dorsalrand geht stumpfwinklig in den Hinterrand über, der Übergang vorderer Dorsalrand/Vorderrand gerundet-winklig und abgestutzt. Der Vorderrand geht kontinuierlich in den Ventralrand über. Hinterrand und Ventralrand bilden dagegen einen spitzen Winkel, der Übergang Hinterrand zu Ventralrand ist eng gerundet. Das Dorsalfeld ist vergleichsweise breit. Die Aussparung für den Byssus ist nur angedeutet bis mäßig weit.
Das Ligament liegt außen vor und hinter den Wirbeln (opisthodet). Der Schlossrand ist schmal und leicht gebogen. Die kurzen, senkrecht stehenden oder leicht nach innen gekippten Zähnchen sind in zwei Gruppen unterteilt, unterbrochen durch einen kurzen zahnlosen Bereich unter den Wirbeln. Die hinteren Zähnchen sind meist etwas länger und stärker gekippt.
Die Schale ist fest und nicht durchscheinend. Die Ornamentierung besteht aus deutlichen konzentrischen Rippen, die z. T. dachziegelartig übereinander liegen. Die Kreuzungsbereiche mit feineren, eng stehenden radialen Rippen sind knotig bis stachelig ausgezogen. Das Periostracum ist dünn und kann zu Borsten ausgezogen sein. Es sind zwei ungleich große Schließmuskeln vorhanden, wobei der vordere Schließmuskel etwas kleiner ist als der hintere Schließmuskel. Die Muskelansatzstellen sind leicht erhaben.

## Geographische Verbreitung und Lebensraum
Das Verbreitungsgebiet der Gattung Asperarca ist auf den östlichen Atlantik bis auf die Höhe des Mittelmeers und das Mittelmeer selber beschränkt.
Die Tiere heften sich mit Byssus an Tiefseekorallen, Steinen und anderen Hartgründen fest. Sie kommen von etwa 200 Meter Wassertiefe bis in etwa 4000 Meter Wassertiefe vor. Selten sind sie auch in flacherem Wasser zu finden.

## Taxonomie
Die Gattung wurde 1896 von Federico Sacco aufgestellt. Typusart ist Arca nodulosa Müller, 1776. Während ältere Arbeiten die Gattung meist als Synonym von Acar Gray, auffassen, wird das Taxon in neueren Publikationen und im World Register of Marine Species als eigenständige Gattung bewertet.
- Gattung Asperarca Sacco, 1896
  - Asperarca ectocomata (Dall, 1886)
  - Asperarca magdalenae La Perna, 1998
  - Asperarca nodulosa (O. F. Müller, 1776)
  - Asperarca sagrinata (Dall, 1886)
  - Asperarca secreta La Perna, 1998
  - Asperarca tarcylae Francisco, Barros & Lima, 2012

Die vor 2010 noch in die Gattung Asperarca gestellte Art Asperarca xenophoricola (Kuroda, 1929) wurde von Markus Huber zur Typusart einer neuen Gattung Xenophorarca Huber, 2010 bestimmt.

## Belege